# Pygmodeon boreale
Pygmodeon boreale är en skalbaggsart som beskrevs av Martins 1971. Pygmodeon boreale ingår i släktet Pygmodeon och familjen långhorningar. Inga underarter finns listade i Catalogue of Life.